# Ptilophorus striolata
Ptilophorus striolata is een keversoort uit de familie waaierkevers (Rhipiphoridae). De wetenschappelijke naam van de soort is voor het eerst geldig gepubliceerd in 1875 door Kraatz.